# Sarbacane
Pour les articles homonymes, voir Sarbacane (homonymie).
Pour l’article ayant un titre homophone, voir Sarbakan.

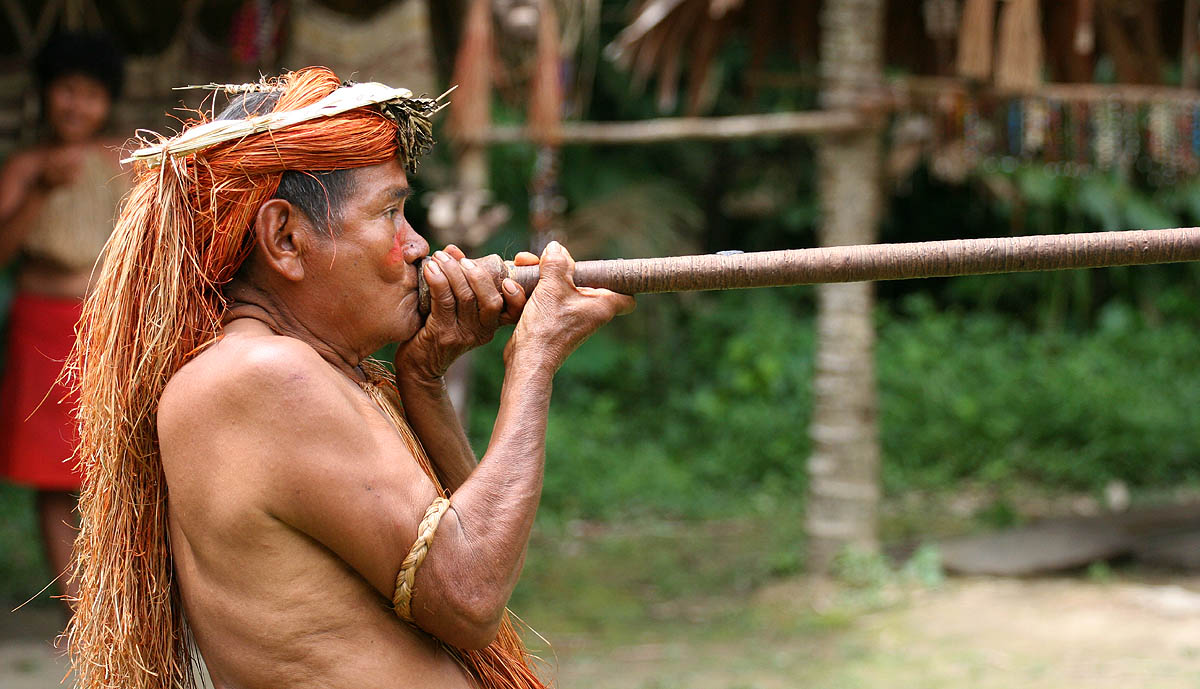
Démonstration de sarbacane au Pérou.

La sarbacane (la forme sarbatane n'est plus guère usitée) est un tube ou tuyau avec lequel on lance de petits projectiles par la force du souffle.
C'est aussi le nom donné à la canne de verrier.

## Histoire et pratique traditionnelle
De nombreuses sociétés ont utilisé la sarbacane, mais différents peuples indigènes en Asie de l’Est, Asie du Sud-Est, Europe de l’Ouest, Amérique du Nord, Amérique centrale et Amérique du Sud (notamment le Bassin amazonien et les Guyanes), l'Inde sont connus pour en faire usage dans les temps historiques.
Les projectiles incluent des graines, des boulettes d’argile et des fléchettes. Dans certaines cultures, on trempe la pointe de la fléchette dans du curare ou autre poison, afin de paralyser la cible (voir Flèche empoisonnée). La sarbacane est très rarement employée par ces peuples comme arme antipersonnel, mais sert principalement à chasser des petits animaux comme les singes et les oiseaux. Les Cherokees en Amérique du Nord étaient connus pour faire des sarbacanes d’une variété locale de bambou afin de compléter leur régime alimentaire de lapins et autre petit gibier.
Des sarbacanes sont représentées sur des poteries précolombiennes peintes et sont mentionnées dans plusieurs mythes de Mésoamérique. Encore aujourd’hui, les Mayas utilisent des sarbacanes pour chasser des oiseaux et des petits animaux avec des graines séchées sphériques et des boulettes d’argile en guise de projectiles .
Au Japon, la sarbacane est une arme utilisée dans l'art de combat ninjutsu.
De nos jours, la sarbacane, avec des fléchettes enduites d’un sédatif puissant, est utilisée par les soigneurs et les vétérinaires pour capturer des animaux sauvages ou en cage mais dangereux. Les herpétologues emploient la sarbacane avec fléchettes à bouchon pour capturer les lézards.
Il existe aussi des utilisations récréatives et sportives.

## Sarbacane sportive

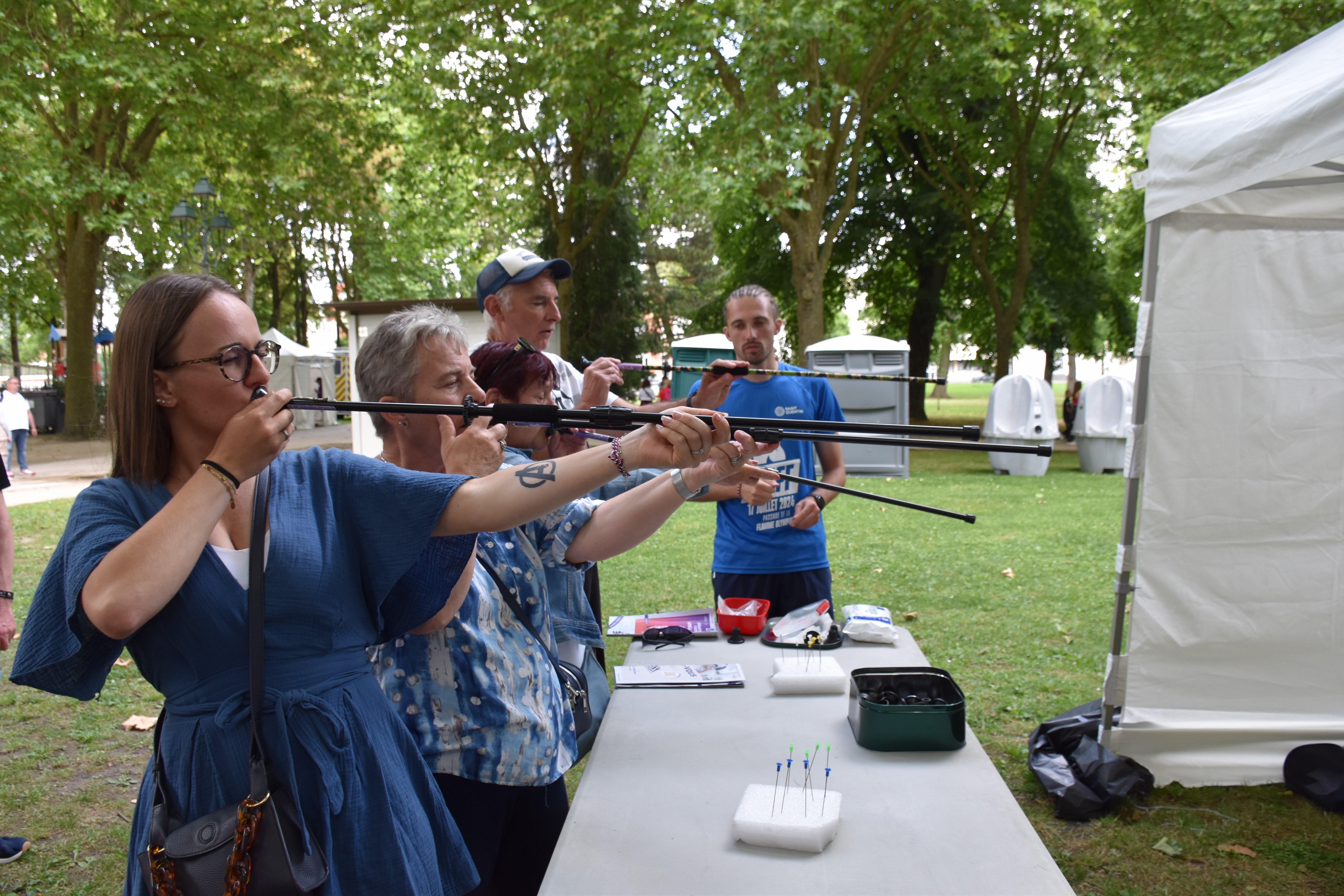
Initiation au tir de la sarbacane sportive.

La sarbacane sportive, appelée blowgun ou blowpipe en anglais (et fukiya en japonais), est un sport de tir de traits (projectiles) sur cible à points. La sarbacane moderne est un tube en aluminium de 122 cm max en concours classique. Son diamètre peut varier entre plusieurs catégories : diamètre 1.016 cm (0.4 pouce), 16.2 mm (0.6 pouce), il en existe même de diamètre plus petit mais elles sont très peu utilisées. Elle est constituée généralement d'un tube, d'une embouchure, un grip et d'un viseur.
La cible officielle pour les tirs classiques est constituée de 3 cercles de rayon 3, 6 et 9 cm, valant 7, 5 et 3 points à partir du centre. La distance à la cible varie de 3 à 10 mètres selon la catégorie d'âge et le type de handicap. Il existe aussi des tirs sur cibles volumétriques ainsi que d'autres pratiques plus récréatives comme le tir aux objets, aux longues distances... Pour les personnes en situation de handicap un blason spécifique est utilisé et une distance plus réduite est tirée.
Historiquement, en France, la sarbacane sportive était pratiquée dans les régions minières des départements du Nord et de la Loire. Si cette pratique historique de la sarbacane semble avoir disparu dans le Nord, elle est encore vivace dans la région de Saint-Étienne (voir l'article Sarbacane (Loire)).
La pratique de la sarbacane a des effets bénéfiques : maîtrise et gestion du souffle, concentration, maîtrise des émotions,précision; et peut être encadrée dès l'âge de 6 ans.
Plusieurs fédérations sportives proposent la pratique de la sarbacane; fédération Handisport, Sport adaptée, USEP, UFOLEP, FSCF, ASPTT, foyer ruraux, FSGT, UGSEL, UNSS...
Des biathlons ont vu le jour avec cette pratique, tel que le sarb'athlon (raquette à neige et sabacane à l'Ufolep), VTT/sarbacane, orientation/sarbacane...